# Hicksbeachia pilosa
Hicksbeachia pilosa är en tvåhjärtbladig växtart som beskrevs av Peter Henry Weston. Hicksbeachia pilosa ingår i släktet Hicksbeachia och familjen Proteaceae. Inga underarter finns listade i Catalogue of Life.